# Alopecurus himalaicus
Alopecurus himalaicus är en gräsart som beskrevs av Joseph Dalton Hooker. Alopecurus himalaicus ingår i släktet kavlen, och familjen gräs. Inga underarter finns listade i Catalogue of Life.